# Filosofia renaixentista
La filosofia renaixentista és el pensament que es va produir entre mitjans del segle xiv i mitjans del segle xvii, prenent com a convenció de final de període el pensament de Descartes. A diferència d'altres àmbits de la cultura, aquest moviment no coincideix estrictament amb el Renaixement, ja que l'autèntic canvi a la filosofia moderna no arriba fins al racionalisme i la filosofia renaixentista, si bé ja està influïda per l'humanisme i els canvis polítics de la modernitat, continua ancorada en polèmiques tardomedievals que la fan un període de transició. La caiguda de Constantinoble va permetre l'accés als textos clàssics perduts durant segles a Europa, donat que molts intel·lectuals romans d'Orient, hereus dels perses i del món islàmic, havien seguit analitzant el pensament grecollatí amb fonts originals, que van traslladar en la seva immigració a les ciutats europees, especialment les d'Itàlia.

## Ontologia i metafísica
A la filosofia renaixentista es va viure un auge de l'anomenada filosofia natural, molt emparentada amb la ciència, que intentava analitzar de manera racional la realitat a la llum de la redescoberta dels escrits d'Aristòtil de les darreries de l'edat mitjana, que van seguir comentant-se i traduint-se. Igualment va seguir conreant-se àmpliament la lògica, entesa com a llenguatge per preparar la ment per a l'estudi acurat del món.
Un dels temes fonamentals en l'ontologia renaixentista és la noció de canvi, entès com a procés natural del qual cal copsar les lleis que el regeixen i que, aquestes sí, són immutables i fixades per Déu. Giordano Bruno va desembocar en un panteisme considerat herètic en afirmar que la divinitat estava present en totes les coses físiques justament per l'existència d'aquestes lleis. Copèrnic i Galileu van estudiar el moviment com a centre de la preocupació científica. La Inquisició va frenar el desenvolupament d'aquests corrents.
Al món hispànic, on triomfaria la Contrarreforma, es va practicar un aristotelisme molt teològic, amb autors com Francisco de Vitoria i la seva Escola de Salamanca. En aquests pensadors la metafísica prenia pes per sobre de les explicacions sobre el món material, pel lloc central que Déu ocupava en les explicacions sobre com estava feta la Creació. Francisco Suárez és un dels màxims exponents d'aquesta corrent. A Itàlia, el neoplatonisme de Ficino i els seus successors es pot emmarcar en la mateixa tendència.

## Epistemologia
En l'epistemologia es va conrear un averroisme tardà, entenent que Averrois era el millor comentarista aristotèlic. Paulus Venetus va afirmar que la raó era universal i que era la via per conèixer el món, és a dir que els secrets de l'entorn eren accessibles a tothom amb un correcte guiatge. Aquest afany universalitzador s'ha de lligar al context que va permetre la proliferació de les universitats i l'aparició de la impremta com a via per a divulgar la cultura. Pietro Pomponazzi va participar en la polèmica sobre la relació entre aquesta raó (lligada a l'ànima) i el cos. Afirmava, però, que existia una doble veritat: una provinent de l'intel·lecte i una altra de la fe, perquè el cristianisme i la teologia medieval continuaven marcant la recerca epistemològica: l'home no podia contradir les veritats de la revelació però sí que podia plantejar-se allò que havia rebut dels ensenyaments anteriors, accedint a les fonts del saber per si mateix. La divisió del cristianisme a partir del protestantisme va esperonar aquesta mirada crítica, present als escrits, entre d'altres, de Philipp Melanchthon.
La reactualització de l'escepticisme hel·lenístic va fer que la qüestió del coneixement anés guanyant en centralitat fins a esdevenir el debat més important de la filosofia posterior, amb la polèmica entre racionalistes i empiristes. Michel de Montaigne és una figura clau en aquesta actitud escèptica i curiosa alhora que marcaria la manera d'escriure de diversos pensadors. Francis Bacon va aplicar aquest escepticisme al saber heretat, al qual descriu com a ple d'ídols dels quals cal desfer-se per poder arribar al coneixement (anticipant-se al dubte metòdic cartesià).
Tanmateix, la filosofia racionalista va conviure amb una forta tradició màgica, que es considerava una via igual de vàlida per arribar al coneixement. L'astrologia i l'alquímia eren disciplines tractades com a part de la filosofia per molts pensadors i científics del moment. El Corpus Hermeticum era el text canònic d'aquesta branca del pensament i es creia que permetria aconseguir la pedra filosofal, la immortalitat i el saber absolut.

## Antropologia
L'antropologia es basava en un fort dualisme entre cos i ànima, essent aquesta última divina. L'amor humà havia de ser redirigit cap a la millora de l'ànima i no cap al plaer carnal, que era sinònim de pecat. En aquest sentit, es van revaloritzar els passatges de Plató que feien èmfasi en la necessitat d'ascendir per la via eròtica cap al saber.
Es creia que l'ésser humà tenia l'obligació de continuar i millorar l'obra divina, exercint el seu lliure albir per assolir la màxima virtut i saviesa. L'homo universalis, aquella persona que controla totes les disciplines de l'art i de la ciència i porta una vida exemplar, era l'ideal que calia assolir. L'antropocentrisme de l'època moderna, que s'obria pas lentament, va consolidar aquesta concepció.
Nicolau de Cusa va afirmar explícitament que l'home ha de servir de pont entre Déu i el món terrenal, ja que la seva natura participa de les dues realitats (immortal i sensible) ja enunciades per Plató. La metàfora de l'homo faber de l'època il·lustra aquesta concepció: l'ésser humà té l'obligació d'actuar per millorar-se i millorar l'entorn perquè té la possibilitat de fer-ho, a diferència d'altres espècies. Giovanni Pico della Mirandola va fer èmfasi en aquesta distinció: l'home és amo del seu propi destí, a causa de la llibertat atorgada per Déu. Luis de Molina va defensar el lliure albir enfront de les teories de la predestinació i les negacions basades en l'omnisciència divina.

## Ètica i política
Es va incrementar l'interès per la política, que es veia com la continuació natural de l'ètica, la seva aplicació al conjunt de la societat. Els canvis en les monarquies dels grans estats i l'ascensió de la burgesia reclamaven nous models de gestió dels països, allunyats de la restes del feudalisme. Per això els escrits morals contenien consells sobre el capteniment individual i alhora sobre la convivència en societat, tant pel que fa a les persones corrents com als prínceps o líders. Aquests escrits es difonien en llatí, llengua tradicional de la cultura, però també en les diferents llengües vulgars o bé se'n feia una traducció simplificada dels tractats llatins destinada a un públic més ampli, com a part de la seva educació. Els prínceps destinataris ideals eren monarques instruïts que buscaven el millor per al seu poble i no el poder en si mateix. Nicolau Maquiavel és l'autor del tractat més important en aquest camp.
Un dels afers de reflexió era la guerra, diferenciant entre guerra justa i guerra injusta, una terminologia que perduraria fins a l'edat contemporània. Una guerra podia prevenir mals majors, com la inestabilitat interna o la pobresa, per tant el monarca en cada cas havia de decidir si convenia aplicar la violència o no, el fi justifica els mitjans, però sempre dins de la prudència i l'anàlisi de la situació. Com que la natura humana és egoista i tendeix a la destrucció dels altres, cal un líder fort que pugui mantenir unit el conjunt d'una societat sota el seu poder. Si el monarca s'excedeix en les seves funcions, se l'ha de poder combatre, car el seu poder no ve del dret diví, com se sostenia als segles anteriors, sinó d'un pacte humà que en George Buchanan anticipa el concepte de sobirania popular.
L'ètica havia de ser pràctica, donant instruccions sobre com viure millor, lluny de polèmiques escolàstiques estèrils, com va criticar Petrarca. L'ensenyament havia d'estar orientat a explicar les virtuts d'una bona conducta i amb l'argumentació s'havia de convèncer l'adversari, no simplement lluir artefactes retòrics amb sil·logismes elaborats, el centre de la filosofia universitària fins al moment. La pedagogia moderna va estar força lligada a aquesta concepció filosòfica.